# 奧克蘭米爾斯 (愛荷華州)
奧克蘭米爾斯（英語：Oakland Mills）是位於美國愛荷華州亨利縣的一個非建制地區。該地距離芒特普萊森特市區西南方約6.1公里（約3.8英里）。

## 歷史
奧克蘭米爾斯曾為一所學校、兩間教堂、一家酒店、一個鐵路站、兩座磨坊的所在地，而該地則得名於兩座磨坊。現時該地是「奧克蘭米爾斯公園」——一座由愛荷華州政府擁有及由縣政府經營，且擁有營寨及自然中心的公園。1970年代時，估計該地約有30至35名居民。

## 地理
奧克蘭米爾斯所處的海拔為高於海平面173米（即568英呎），而該地所採用的時區為UTC-6，即北美中部時區（CST）。同時該地設有夏令時間，為UTC-6調快一小時，即UTC-5（CDT）。